# Kamil Stoch
Kamil Wiktor Stoch (Zakopane, Poljska, 25. svibnja 1987.) je poljski skakač u skijaškim skokovima.
Kamil Stoch je počeo nastupati u sezoni 2003./'04. u Svjetskom kupu. U sezoni 2010./'11. pobijedio je tri puta. Prvi put na domaću utakmicu u Zakopanima, drugi put u njemačkom Klingenthalu i treći put na slovenskoj Planici. Na kraju je završio deseti u ukupnom poretku Svjetskoga kupu. 
Godine 2013., osvojio je naslov svjetskog prvaka u pojedinačnoj konkurenciji na velikoj skakaonici u Val di Fiemmeu i broncu u ekipnom natjecanju, a na maloj skakakonici nije osvojio medalju, jer mu drugi skok nije uspio, zlatnu medalju osvojio je Norvežanin Anders Bardal. U sezoni 2012./'13. završio je na 3. mjestu u ukupnom poretku Svjetskog kupa s dvije pobjede, Svjetsko prvenstvo je osvojio austrijski skakač Gregor Schlierenzauer. 
Godine 2014., na Olimpijskim igrama u Sočiju postao je dvostruki olimpijski prvak na oba pojedinačna natjecanja i postao prvi Poljak, koji je osvojio zlatnu medalju na Olimpijskim igrama u skijaškim skokovima. 
U sezoni 2013./'14. osvojio je veliki kristalni globus za pobjedu u ukupnom poretku Svjetskog kupa sa šest pobjeda i pet postolja i postao drugi Poljak, poslije Adama Małysza, kojemu je to uspjelo.
Na Svjetskom prvenstvu u Falunu 2015. osvojio je brončanu medalju u momčadskoj konkurenciji, a ponovio je isto u Lahtiju 2017. 
Pobijedio je na sve četiri novogodišnje skakaonice 2018. godine i postao ukupni pobjednik.